# Capanda

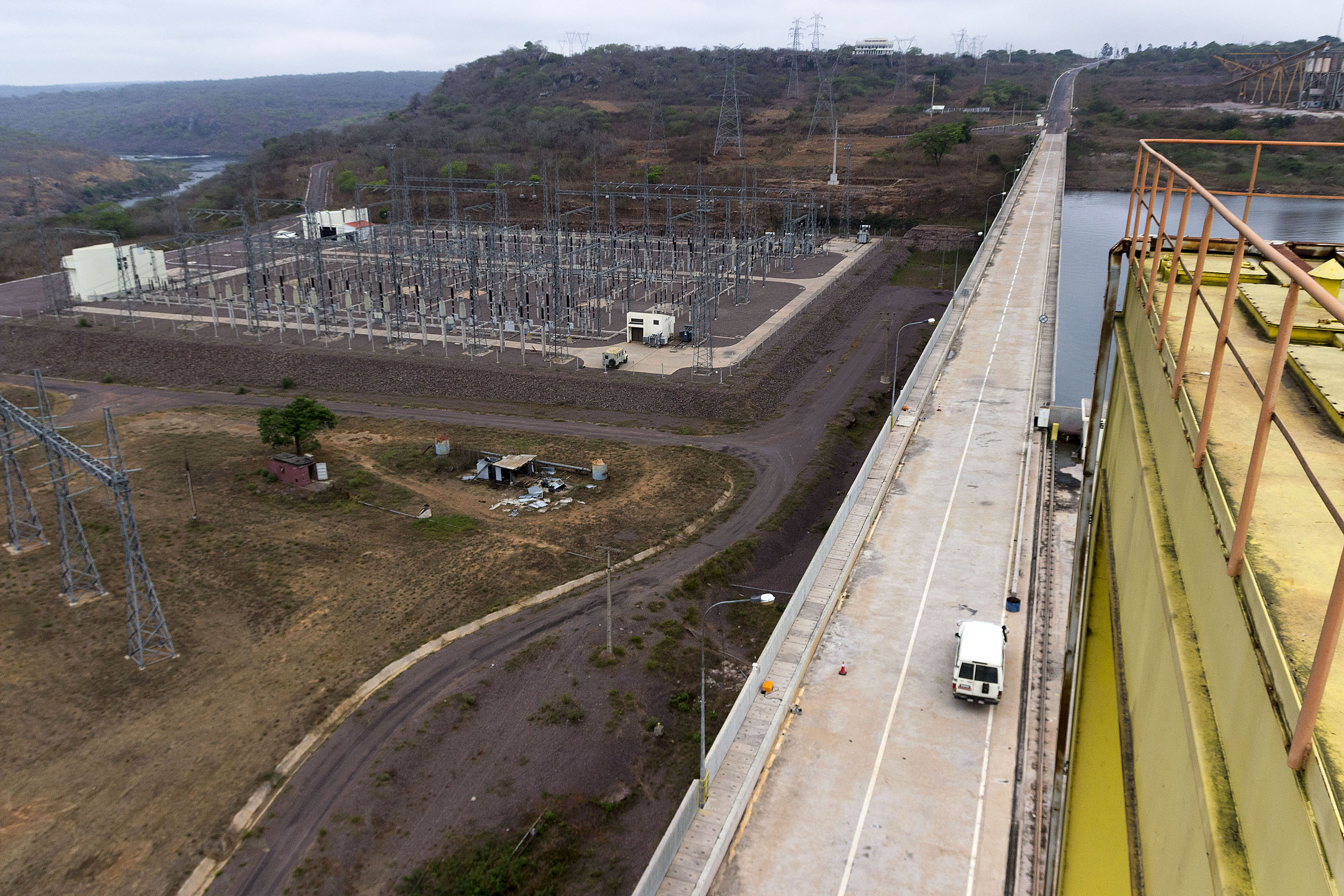
Parque industrial da vila de Capanda, em 2013.

Capanda é uma vila e company town do município de Pungo-Andongo, na província de Malanje, em Angola.
Como uma company town, foi erguida pela Odebrecht Engenharia e Construção (atual OEC), em 1987, para servir como centro residencial dos operários da Central Hidroelétrica de Capanda. É também o centro administrativo do Pólo Agroindustrial de Capanda.
Chegou a ficar sob domínio da UNITA de 1992 a 1994, no decorrer da Guerra Civil Angolana, retornando ao domínio do governo central em 1997. Em 1999 sofreu novos ataques da UNITA, quando os próprios operários expulsaram o grupo, retornando ao controle central em Luanda.
Seu principal acesso é feito pela EN-322, que a liga a oeste ao Dondo, e ao nordeste ao Pungo-Andongo. Outra facilidade importante é o Aeroporto de Capanda.